# Mambili
Der Mambili ist ein linker Nebenfluss des Likouala-Mossaka im Nordwesten der Republik Kongo.

## Verlauf
- Karte mit allen Koordinaten:
- OSM |
- WikiMap

Der etwa 390 km lange Fluss hat sein Quellgebiet 35 km südlich von Sembé im Departement Sangha auf einer Höhe von etwa 700 m. Er fließt anfangs 15 km nach Süden und wendet sich anschließend in Richtung Ostsüdost. Bei Flusskilometer 290 mündet der von Norden kommende Koukoua in den Fluss. Dieser wendet sich auf den folgenden 60 km bis zur Einmündung des Lekoli nach Süden. Anschließend fließt der Mambili nach Südosten. Die oberen 200 Kilometer des Mambili liegen innerhalb des Nationalparks Odzala. Bei Flusskilometer 140 kreuzt die Nationalstraße 2 von Makoua nach Ouésso den Fluss. Der Mambili fließt nun nach Osten und wendet sich 50 Kilometer oberhalb seiner Mündung allmählich nach Südosten. Schließlich mündet der Mambili etwa 50 km östlich von Makoua auf einer Höhe von 317 m in die Likouala-Mossaka. Der Mambili markiert auf einem langen Stück seines Weges die Grenze des Departements Sangha – erst zum Departement Cuvette-Ouest, dann zu Cuvette. Aufgrund des geringen Gefälles weist der Mambili entlang seines gesamten Flusslaufs zahlreiche Flussschlingen auf. Das Einzugsgebiet des Mambili umfasst 13.700 km².

## Hydrometrie
Die hydrologische Messstation Yengo (⊙) befindet sich 140 km oberhalb der Mündung. 85 Prozent des Einzugsgebietes des Mambili liegen oberhalb des Abflusspegels. Der mittlere Abfluss bei Yengo beträgt 190 m³/s.
Der durchschnittliche monatliche Abfluss des Mambili wurde an der hydrologischen Station in Yengo, über die Jahre 1953 bis 1993 gemittelt, bei dem größten Teil der Einzugsgebietsfläche in m³/s gemessen.
Mittlerer monatlicher Abfluss des Mambili (in m³/s) am Pegel Yengo gemessen von 1961–1965, 1968–1982 und 1991–1993: